# Archives départementales de la Lozère
Les archives départementales de la Lozère sont un service du conseil départemental de la Lozère (Occitanie, France).

## Histoire

### Les directeurs
- 1862-1864 : Théodore Hubert

- 1864-1893 : Ferdinand André
- 1893-1895 : Marc Saché
- 1895-1897 : Abel Maisonobe
- 1897-1900 : Charles Porrée
- 1900-1901 : André Dreux
- 1901-1905 : André Philippe
- 1905-1908 : Étienne Fages
- 1908-1913 : Clovis Brunel[1]
- 1913-1922 : Régis Rohmer
- 1922-1925 : Robert Barroux
- 1925-1937 : Raymond Daucet
- 1937-1949 : Henri Boullier de Branche
- 1949-1951 : Marcel Gouron
- 1951-1956 : Georges Dumas
- 1956-1960 : Robert Tinthoin
- 1960-1968 : Noël Pinzutti
- 1968-1972 : Marc Vaisbrot
- 1972-1976 : Michel Chabin
- 1976- : Hélène Duthu-Latour
- 2004-2008 : Claire Martin
- 2008-2010 : Jean-Christophe Labadie
- 2010-2018 : Alice Motte
- Depuis 2018 : Pauline Gendry

## Fonds

### Archives numérisées
L'État et le conseil général ont signé le 13 juillet 2001, à Javols, un protocole de décentralisation conduisant notamment à la mise en commun sur un site commun des fonds numérisés de différents partenaires culturels du département.
On retrouve sur ce site les fonds numérisés des archives:
- Gravures, tirages photographiques, plaques de verre, diapositives, cartes postales, clichés cellulosiques, daguerréotypes,
- État civil,
- Plans,
- Papiers.

## Pour approfondir